# Катастрофа рейсу 185 SilkAir
Рейс 185 SilkAir — регулярний міжнародний пасажирський рейс, який виконувався літаком Boeing 737-300 з міжнародного аеропорту Сукарно-Хатта в Джакарті, Індонезія, до аеропорту Чангі в Сінгапурі. Впав у річку Мусі поблизу Палембанг, Суматра 19 грудня 1997 року, у наслідок чого загинули всі пасажири і сім членів екіпажу на борту.
Причину катастрофи незалежно розслідували два агентства в двох країнах: Національна рада з безпеки на транспорті США (NTSB) та Національний комітет з безпеки на транспорті Індонезії (NTSC). NTSB, юрисдикція якого ґрунтувалася на виробництві літака Boeing у США, розслідувала катастрофу під керівництвом провідного слідчого Грега Фейта. Розслідування дійшло висновку, що катастрофа стала результатом навмисних вказівок керівника польоту, «скоріше за все, капітаном». Хоча індонезійські дослідники NTSC не знайшли «через брак конкретних доказів» на підтримку версії вини пілота у самогубство, а раніше підозрюваний блок управління гідравлічною силою Parker-Hannifin (PCU) вже був визначений виробником як бездефектний, остаточна заява від NTSC полягала в тому, що вони не змогли визначити причину аварії і, таким чином, не з'ясували хто був винний у аварії.
Незалежно від висновків або їх відсутності, вважається, що потенційний фактор несправного PCU, виробництва Parker-Hannifin, який керував стерном літака, як і раніше, можливо, призвело до аварії літака. Причиною деяких попередніх аварій 737, таких як рейс 585 United Airlines і рейс 427 USAir, були проблеми зі стерном. Хоча NTSB і PCU Parker-Hannifin вже визначили, що PCU працював належним чином, а отже, не є причиною аварії, приватне та незалежне розслідування аварії за цивільним позовом, розглянутим присяжними у Вищому суді округу Лос-Анджелес, якому не було дозволено отримати висновки NTSB і Parker-Hannifin, вирішили, що аварія була викликана несправним сервоклапаном всередині PCU на основі висновків судово-медичної експертизи за допомогою електронного мікроскопа, який визначив, що незначні дефекти всередині PCU спричинили перекручування керма і подальший некерований політ та аварію. Виробник керма літака та родини загиблих пізніше уклали позасудову угоду.

## Літак
Літак, що виконував рейс 185, був Боїнгом 737—300 із серійним номером виробника 28556, зареєстрованим як 9V-TRF і був оснащений двома двигунами CFM56-3B2. Після завершення свого першого польоту 27 січня 1997 року літак був доставлений компанії SilkAir 14 лютого 1997 року, за 10 місяців до катастрофи. На момент аварії це був найновіший літак у парку SilkAir, який мав 2238 годин нальоту за 1306 циклів. Це перша і єдина смертельна втрата літака для SilkAir.

## Хронологія подій
Boeing 737 з 97 пасажирами та екіпажем із семи осіб вилетів зі злітно-посадкової смуги 25R міжнародного аеропорту Джакарти Сукарно-Хатта о 15:37 за місцевим часом (08:37 UTC) і здійснив запланований 80-хвилинний політ до сінгапурського аеропорту Чангі Тсу з капітаном. Вей Мін (Chinese 41 з Сінгапуру, колишній пілот A-4 Skyhawk за штурвалом, разом з другим пілотом Дунканом Уордом (23 роки) з Нової Зеландії.. Загалом на маршруті очікувалася хороша погода, за винятком деяких гроз поблизу острова Сінгкеп, 120 км (75 миля; 65 морська миля) на південь від Сінгапуру
Літак отримав дозвіл на підйом до ешелону 350 (FL350), близько 11 000 м, і політ за напрямом одразу в Палембанг.. О 15:47:06, під час підйому через ешелон 7468 м екіпаж попросив дозволу перейти безпосередньо до точки PARDI (0°34′ пд. ш. 104°13′ сх. д. / 0.567° пд. ш. 104.217° сх. д.)
Рейс 185 залишався на ешелоні FL350, поки не почав швидке і майже вертикальне занурення близько 16:12. При спуску через ешелон 12 000 футів (3700 м) частини літака, включаючи значну частину хвостової частини, почали відокремлюватися від фюзеляжу літака через дію сил, які виникають під час майже надзвукового польоту. Через кілька секунд літак врізався в річку Мусі поблизу Палембанга, Суматра. Загинули всі 104 людини на борту. Тривалість падіння літака з крейсерської висоти до зіткнення із землею становила менше однієї хвилини. За кілька секунд до зіткнення літак набрав швидкість більшу за швидкість звуку.. Частини уламків були знайдені на глибині 15 футів (4,6 м) у руслі річки
Перед ударом літак розпався на шматки, уламки розкинулися на великій території, хоча більша їх частина була зосереджена в прямокутнику 60 на 80 метрів на дні річки. Жодного цілого тіла, частини тіла чи кінцівки не було знайдено. Пізніше з кількох знайдених людських останків було отримано лише шість позитивних ідентифікаційних даних.

## Пасажири та екіпаж
19 грудня 1997 року SilkAir опублікував прес-реліз із кількістю пасажирів за національністю, а наступного дня — з інформацією про екіпаж і повним маніфестом пасажирів.
| Національність        | Пасажири | Екіпаж | Всього |
| --------------------- | -------- | ------ | ------ |
| Сінгапур              | 40       | 6      | 46     |
| Індонезія             | 23       | -      | 23     |
| Малайзія              | 10       | -      | 10     |
| Сполучені Штати       | 5        | -      | 5      |
| Франція               | 5        | -      | 5      |
| Німеччина             | 4        | -      | 4      |
| Об'єднане Королівство | 3        | -      | 3      |
| Японія                | 2        | -      | 2      |
| Боснія і Герцеговина  | 1        | -      | 1      |
| Австрія               | 1        | -      | 1      |
| Індія                 | 1        | -      | 1      |
| Тайвань               | 1        | -      | 1      |
| Австралія             | 1        | -      | 1      |
| Нова Зеландія         | -        | 1      | 1      |
| Всього                | 97       | 7      | 104    |

Серед загиблих в катастрофі була сінгапурська модель і письменниця Бонні Хікс.

## Розслідування та підсумковий звіт

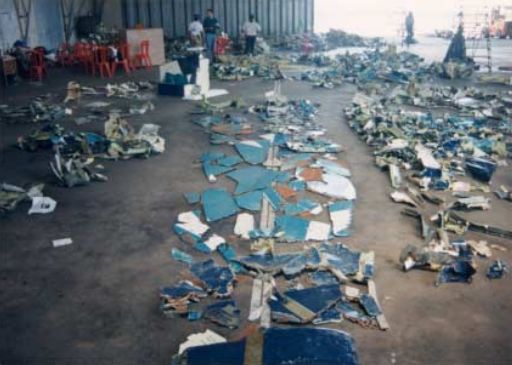
Частини уламків 9V-TRF, вилучені з індонезійської річки Мусі

Аварію розслідувала індонезійська NTSC, за допмогою експертних груп зі США, Сінгапуру та Австралії.
Близько 73 % уламків (за вагою) було знайдено, частково реконструйовано та досліджено. Обидва літакові самописці, CVR і FDR, були знайдені, а їхні дані були вилучені та проаналізовані.
Дослідники перевірили 20 різних симуляцій для різних сценаріїв відмов обладнання і виявили, що єдиним сценарієм, який відповідав фактичної траєкторії радара зниження та аварії польоту, був високошвидкісний крутий занурення під командою одного з пілотів. Крім того, слідчі знайшли трикотажний гвинт для горизонтального стабілізатора, який виявив, що введення польоту від одного з пілотів перемістило стабілізатор з горизонтального польоту на повне зниження носом вниз.
Спочатку припускалося, що перший офіцер Дункан Уорд навмисно розбив літак, оскільки він був єдиною людиною в кабіні, коли CVR припинив запис, але це було швидко виключено, оскільки друзі, родина та співробітники Уорда сказали, що він не виявляв жодних ознак депресії чи самогубства під час своєї кар'єри в SilkAir, і був у хорошому настрої вранці після катастрофи.
О 16:00 CVR показав, що капітан Цу покинув кабіну; через п'ять хвилин CVR припинив запис. Тести показали, що клацання буде чути на записі CVR, якщо вимикач CVR спрацював нормально, але не якщо його було витягнуто вручну. Оскільки клацання не було, капітан Цу, ймовірно, витягнув вимикач CVR після виходу з кабіни. Слідчі NTSC і NTSB вважали, що якщо капітан Цу був відповідальним за катастрофу, він, мабуть, придумав якийсь привід, щоб змусити першого офіцера покинути кабіну польоту, перш ніж вимкнути FDR (що б негайно викликало Master Caution для обох пілотів). панелі керування), щоб його дії не були помічені. Через кілька хвилин, як зафіксував індонезійський наземний радар, літак почав швидке зниження, розпався та впав у річку Мусі.
14 грудня 2000 року, після трьох років розслідування, індонезійський NTSC опублікував свій остаточний звіт. Голова NTSC відхилив висновки своїх слідчих — про те, що катастрофа була спричинена навмисною діяльністю пілота, — так що у звіті зазначалося, що докази є непереконливими і що причину аварії встановити неможливо.
NTSB США, який також брав участь у розслідуванні, дійшов висновку, що докази узгоджуються з навмисними маніпуляціями з керуванням польотом, швидше за все, капітаном.

У листі до NTSC від 11 грудня 2000 року NTSB писав:
Дослідження всіх фактичних доказів узгоджується з висновками, що:

 1) відсутність механічних несправностей або збоїв, пов'язаних із літаком, що спричинили або сприяли аварії;
2) аварію можна пояснити навмисною дією пілота. Зокрема,
a) профіль польоту літака, що зазнав аварії, узгоджується з постійними ручними вводами керування польотом з носом вниз;
b) докази свідчать про те, що диктофон кабіни (CVR) був навмисно відключений;
в) відновлення літака було можливим, але спроба не була здійснена;

 d) більш імовірно, що дані управління польотом з носом вниз були зроблені капітаном, ніж першим офіцером. 
Джеффрі Томас із Sydney Morning Herald сказав: «секретна доповідь підтвердила, що індонезійська влада не винесе публічний вердикт, оскільки вони бояться, що це зробить їхніх власних людей занадто наляканими, щоб летіти». Сантосо Сайого, слідчий NTSC, який працював над справою SilkAir 185, сказав, що думку NTSB поділяють деякі індонезійські слідчі, які були відхилені їхнім босом.

### Потенційні мотиви
Після аварії було окреслено кілька потенційних мотивів імовірного самогубства та вбивства капітана, включно з недавніми фінансовими втратами в розмірі 1,2 мільйона доларів (список операцій показав, що він торгував більш ніж одним мільйоном акцій, а його привілеї щодо торгівлі цінними паперами було призупинено за 10 днів до аварії через невиконання фінансових зобов'язань), за тиждень до цього він отримав поліс страхування життя на суму 600 000 доларів, який мав набути чинності в день аварії, хоча пізніше з'ясувалося, що це було звичайний поліс, виписаний як частина вимоги за договором іпотеки, отримання кількох нещодавніх дисциплінарних стягнень з боку авіакомпанії (у тому числі пов'язаних з неправильним використанням вимикача CVR), а також загибель його чотирьох товаришів по ескадрильї під час військової льотної підготовки 18 років тому у дату катастрофи. У нього також було кілька конфліктів з Уордом та іншими пілотами, які сумнівалися в його командній придатності. Пізніше розслідування виявило, що його загальні активи були більшими, ніж його зобов'язання, хоча ліквідні активи не могли покрити його безпосередніх боргів. Місячний дохід пілота був меншим за місячні витрати його сім'ї і він мав деякі непогашені борги по кредитній картці.
Офіційне розслідування, проведене поліцією Сінгапуру щодо пошуку доказів кримінального правопорушення, що призвело до катастрофи, не виявило «жодних доказів того, що пілот, другий пілот або будь-який член екіпажу мали суїцидальні тенденції або мав місце мотив навмисного спричинення катастрофи літака.
Цу раніше був пілотом ВПС Республіки Сінгапур і мав понад 20 років досвіду польотів на старих T/A-4S Skyhawks, а також на новіших T/A-4SU Super Skyhawks. Його останнє призначення був пілотом-інструктором ескадрильї Skyhawk.

### Дезактивація CVR і FDR
CVR і FDR припинили запис за хвилини до різкого спуску, але не одночасно. CVR перестав функціонувати приблизно за 6 хвилин до занурення, оскільки капітан виходив з кабіни на невелику перерву. FDR було деактивовано через 5 хвилин приблизно за 1 хвилину до занурення. Випробування на перевантаження та коротке замикання показують, що CVR записує характерний тон частотою 400 Гц, коли вимикач CVR спрацьовує. Слідчі не змогли знайти цей звук на розшифрованих записах з рейсу 185, що змусило їх зробити висновок, що вимикач CVR був витягнутий вручну. Радіо продовжило роботу після виходу з ладу CVR, що свідчить про те, що збій живлення не був причиною несправності. Подальші дослідження, включаючи документальний фільм National Geographic Channel, показали, що цей FDR раніше не працював протягом періодів від 10 секунд до 10 хвилин. Тестування пристрою NTSC не виявило жодних доказів того, що несправність або несправність спричинили припинення запису даних.

### Проблема сервоклапана
Починаючи з 1991 року, кілька аварій та інцидентів за участю Boeing 737 були наслідком неконтрольованого руху їх керма. 3 березня 1991 року рейс 585 United Airlines, 737-200, розбився в Колорадо-Спрінгс, штат Колорадо, в результаті чого загинули 25 людей. 8 вересня 1994 року рейс 427 USAir, 737—300, розбився поблизу Піттсбурга, штат Пенсільванія, в результаті чого загинули 132 людини. Ще чотири інциденти відбулися, коли підозрювалась несправність PCU керма моделі 737.
The Seattle Times присвятила серію з 37 статей про проблеми втрати керування на Boeing 737. Аварія сталася під час суперечки щодо ролі NTSB в розслідуваннях аварій, спричинених блоком управління кермом.
Під час розслідування, NTSB виявив, що подвійний сервоклапан PCU також може заклинити і відхилити кермо в напрямку, протилежному входу пілотів, через тепловий удар, який виникає, коли холодні PCU вводять гарячу рідину у гідравлічну систему. У результаті цього висновку FAA видало припис замінити сервоклапани та розробити новий протокол навчання пілотів, щоб керувати несподіваними рухами органів управління польотом. FAA наказало оновити всі системи керування кермом Boeing 737 до 12 листопада 2002 року.
Згідно інформації, що подана у випуску програми Mayday, проблему з кермом було виправлено до початку будівництва літака, що потрапив у аварію. Тим не менш, теорія несправності керма була досліджена з припущенням утворення корозії та/або застрягання сміття в PCU, і була спростована.

## Наслідки

### Позови
SilkAir виплатила 10 000 доларів США компенсації родині кожної жертви, що є максимальними виплатами за Варшавською конвенцією. Boeing, у свою чергу, також виплатив нерозкриту суму компенсації. У 2001 році позов шести сімей загиблих, що був поданий до SilkAir про відшкодування збитків на підставі звинувачень у тому, що аварія була спричинена пілотом, був відхилений суддею Високого суду Сінгапуру.
Незважаючи на те, що NTSB і Parker-Hannifin вже виключили можливість механічної несправності, як причини катастрофи рейсу 185 через несправний блок сервоклапана PCU (виробництва Parker-Hannifin), незалежне та приватне розслідування знову зосередився на відновленому пристрої PCU, про несправність якого вказувалося в інших раптових катастрофах Boeing 737. Записи виробника, що стосуються цього конкретного пристрою, показали, що він не пройшов деякі рутинні тести, але стверджували, що виробник виправив ці проблеми. Експерт з металів, використовуючи зображення зі скануючого електронного мікроскопа, прийшов до висновку, що сервоклапан мав «відколи» та численні задирки, «які могли легко перешкодити безперебійній роботі». Після завершення цього розслідування в 2004 році присяжні Верховного суду Лос-Анджелеса в Сполучених Штатах, яким не було дозволено слухати або розглядати висновки NTSB про аварію, встановили, що катастрофа сталася через несправний сервоклапан у кермі літака. Виробника гідравлічних пристроїв PCU Parker-Hannifin зобов'язали виплатити трьом сім'ям загиблих, які брали участь у цій справі, 43,6 мільйона доларів США.. Після погрози оскаржити вирок, Паркер-Ханніфін згодом виплатив компенсацію всім залученим сім'ям (хоча вона не брала на себе відповідальності)

Прес-секретар Parker-Hannifin Лоррі Пол Крам заявила, що федеральний закон забороняє їм використовувати підсумковий звіт NTSB як доказ на користь компанії під час судового процесу. Адвокат, який представляє позивачів, Уолтер Лак, заявив, що закон забороняє використовувати лише висновок та пропозиції звіту NTSB, а констатації фактів є прийнятними. USC § 1154. Виявлення та використання записів і розшифровок кабіни і наземних транспортних засобів стверджують:
«Жодна частина звіту Ради, пов'язаного з аварією або розслідуванням аварії, не може бути визнана доказом або використана в цивільному позові про відшкодування збитків, спричинених питання, зазначене у звіті».

### Вшанування
На місці поховання, яке знаходиться в Ботанічному саду поблизу Палембанга, було встановлено меморіал жертвам катастрофи. Ще один меморіал розташований на цвинтарі Чоа Чу Кан у Сінгапурі.

### Екранізація
Телесеріал «Discovery Channel Canada/National Geographic» «Mayday» (також званий «Розслідування авіакатастроф») інсценував аварію в епізоді 2012 року під назвою «Натиснути до межі» (у деяких країнах транслювався як «Пілот під тиском»).

### У масовій культурі
Ця катастрофа згадується в пісні сінгапурського співака JJ Lin (Лінь Цзюньцзе) Practice Love з альбому Stories Untold 2013 року, оскільки під час польоту загинула його близька подруга Сюй Чу Ферн. (Xu Chue Fern)

## Подальше читання
- Remembering the Musi – SilkAir Flight MI 185 Crash Victim Identification (PDF). Annals, Academy of Medicine, Singapore. Academy of Medicine, Singapore. Архів оригіналу (PDF) за 27 лютого 2009. Процитовано 17 лютого 2022.

(in Chinese)
- „印尼国家交通安全委员会调查结论：没有证据显示朱卫民 股票交易彡响飞股票交易彡响.“ [Висновок опитування Національної комісії з безпеки на транспорті Індонезії: немає доказів того, що торгівля акціями Цу Вай Мін впливає на ефективність польотів] (in Chinese) Ляньхе Заобао. 15 грудня 2000 року. (Архів)
- Пан, Цзюньцінь (潘君琴Pān Jūnqín) і Лінь Шуньхуа (林顺华Lín Shùnhuá). „胜安空难诉讼案 副机师：朱卫民曾尝试以“令人怕»方式降陆." [Shengan Air Combat судовий процес Заступник пілота: Цу Вай Мін намагався приземлитися «страшним» способом] (in Chinese) Ляньхе Заобао. 7 квітня 2001 року. (Архів)